# Martha Jacob
Martha Jacob (* 7. Februar 1911 in Berlin; † 13. September 1976 in Kapstadt, Südafrika) war eine deutsche Leichtathletin. Sie wurde 1929 Deutsche Meisterin im Speerwurf.

## Leben
Jacob wurde als Tochter von Minna Nee und Adolph Jacob geboren. Ihre Mutter starb fünf Tage nach ihrer Geburt, ihr Vater nur drei Monate später an Grippe. Sie wuchs bei nahen Familienangehörigen auf, der älteren Schwester ihrer Mutter, Paulina Heimann, und Louis Heimann, dem ältesten Bruder von Jacobs Mutter. Jacob wohnte in einem gutbürgerlichen Milieu in der Tile-Wardenberg-Str. 26, welche sich am Ufer der Spree in Berlin zwischen dem Wikinger-Ufer und dem Hansa-Ufer befindet.

## Studium und Karriere bis 1932
Schon als junges Mädchen zeigte Jacob Interesse an jeder Art der Leibesübungen. Ihre ersten sportlichen Erfahrungen machte sie mit sechs Jahren als Mitglied im ältesten jüdischen Turnverein Deutschlands Bar Kochba Berlin. Sie lernte dort Turnen, Gymnastik und Tanz. Mit acht Jahren gewann sie ihren ersten Juniorenwettkampf im Turnen, mit 13 Jahren (1924) den ersten Vereins-Waldlauf der Senioren über 2 km. Da die jüdischen Sportvereine der damaligen Zeit nicht die Struktur für eine hochklassige Trainings- und Betreuungsleistung boten, trat sie im selben Jahr dem Berliner Sport-Club (BSC) bei, ohne ihre Mitgliedschaft bei Bar Kochba aufzugeben. Beim BSC spielte sie im Hockey- und Handballteam, unter anderem zusammen mit Spielführerin Lilli Henoch, und errang eine Vielzahl von Preisen und guten Platzierungen in der Leichtathletik sowohl in der Junioren- als auch in der Frauenklasse. Hier stellte sich ihre Begabung für die Wurf- und Stoßdisziplinen, vor allem im Speerwurf heraus. Im Herbst 1928 wechselte sie zum Sport-Club Charlottenburg (SCC), wo sie vom mehrmaligen deutschen Meister im Zehnkampf Arthur Holz trainiert. Im selben Jahr begann sie ein Studium an der Deutschen Hochschule für Leibesübungen (DHfL) in Berlin.
Am 7. August 1928 entsandte die DHfL eine Gymnastik-Vorführgruppe zu den Olympischen Spielen nach Amsterdam, zu der auch Jacob gehörte. Im April 1931 verlieh das IOC der DHfL dafür den Coupe Olympique.
Der größte sportliche Höhepunkt waren die Deutschen Leichtathletik-Meisterschaften am 21. Juli 1929 in Frankfurt/Main. In ihrer Paradedisziplin, dem Kugelstoßen, wurde Jacob nur Dritte. Sie siegte jedoch überraschend im anschließenden Speerwurf. Sie schlug die aktuelle Weltrekordhalterin Auguste Hargus und wurde mit 38,24 m zum ersten und einzigen Mal Deutsche Meisterin im Speerwurf im Bereich der Deutschen Sportbehörde für Leichtathletik (DSB). Den Weltrekord verfehlte sie mit ihrem Wurf nur um 15 Zentimeter.
Dem Meistertitel folgte die Berufung in die Nationalmannschaft für den zweiten Frauenländerkampf gegen Großbritannien, der am 8./9. August 1929 in Düsseldorf stattfand. Im Speerwurf revanchierte sich Auguste Hargus, Jacob wurde Zweite. Den Länderkampf gewann die deutsche Frauenmannschaft. Ende 1929 rangierte Jacob mit 38,24 m in der Weltbestenliste des Speerwurfs der Frauen auf dem 5. Platz, in Deutschland lag sie hinter Tilly Fleischer (38,25 m) auf Rang 2. 

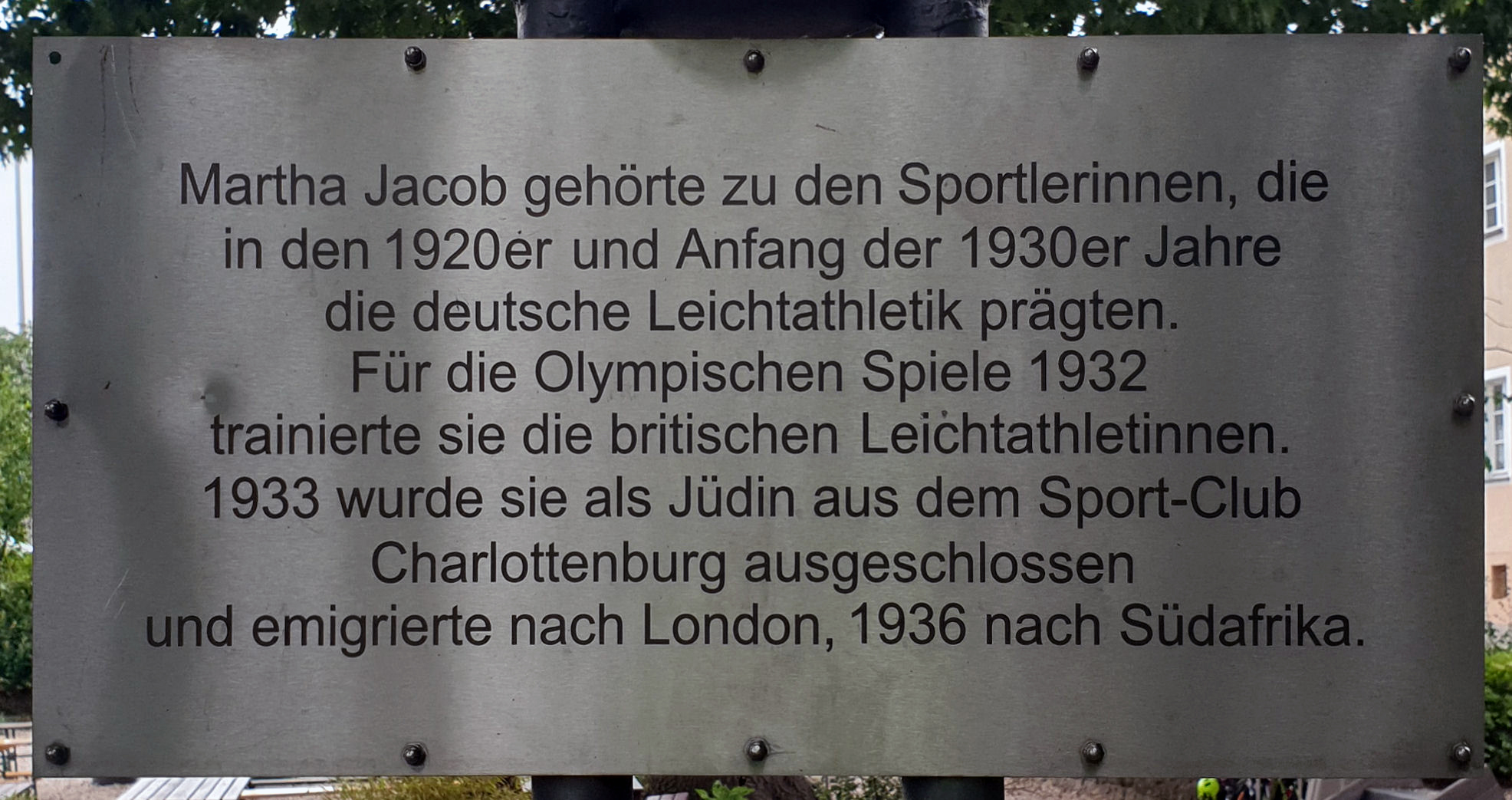
Gedenktafel am Martha-Jacob-Platz, in Berlin-Westend

Es folgte eine Einladung der British Women’s Athletic Federation, mit dem Ziel, die britischen Leichtathletinnen im Frühjahr und Sommer 1931 für die Olympischen Spiele 1932 in Los Angeles zu trainieren. Jacob nahm die Einladung an und wurde damit die erste ausländische Trainerin, die von der British Women’s Athletic Federation engagiert wurde. Ihre Vielseitigkeit und die erfolgreiche Zusammenarbeit 1931 führten dazu, dass man sie im Frühjahr 1932 erneut nach England rief. Nach Beendigung ihres Engagements und der Rückkehr nach Berlin widmete sie sich ihrem Studium und ihrem eigenen Training. Neben regelmäßigen Starts für den SCC bestritt sie auch immer wieder Wettkämpfe für ihren jüdischen Verein Bar Kochba. Trotz ihrer Leistungen nahm sie im März 1932 nicht an der ersten Makkabiade in Tel Aviv teil. Im September des Jahres startete sie bei den Leichtathletik-Meisterschaften des Deutschen Kreises des Makkabi-Weltverbandes in Leipzig und gewann dort im Diskus- und Speerwurf.
Am 21. Juni 1932 beendete sie ihr Studium an der DHfL und erhielt das Sportlehrerinnen-Diplom. Das Thema der Diplomabschlussarbeit lautete: „Organisationsfragen und -formen der Frauenleichtathletik“. Für den SCC trat sie im August bei den Verbandsmeisterschaften an, wo sie im Fünfkampf den dritten Platz erzielte.

## Zeit des Nationalsozialismus
Im April 1933 beschloss eine außerordentliche Mitgliederversammlung des SCC die Einführung eines Arierparagrafen in die Vereinssatzungen. Jacob berichtet über diese Geschehnisse später: 

“I was evicted from the S.C.C in March 1933 because I was a Jew.”

Auf Anraten ihrer Tante reiste Jacob im April 1933 nach London, wo sie aus ihrer Zeit als Nationaltrainerin noch über Kontakte verfügte. Mit wenig Geld und kleinem Gepäck versuchte sie hier einen Neuanfang. Doch selbst als bekannte Leistungssportlerin und Trainerin, als Diplomsportlehrerin und ausgebildete Masseurin war es ihr fast unmöglich, eine einträgliche Beschäftigung zu finden. Ohne offizielle Arbeitserlaubnis erwiesen sich ihre Versuche als schwieriges Unterfangen. Trotz des Dilemmas startete sie bei verschiedenen Leichtathletikwettkämpfen und stellte im Mai 1933 neue Rekorde im Diskuswurf und Kugelstoßen auf. Im September desselben Jahres reiste sie als einzige Frau im 25-köpfigen britischen Team zu den europäischen Makkabi-Meisterschaften nach Prag und gewann dort Goldmedaillen im Speer- und Diskuswurf. 
Durch diese Erfolge verbesserten sich ihre Einkommens- und Lebensverhältnisse jedoch nicht. So zog sie 1934 nach Frankreich in der Hoffnung, dort eine Arbeitserlaubnis zu erhalten. Da sich die französische Frauenleichtathletik zu dieser Zeit noch nicht auf internationalem Niveau befand, bot man ihr an, das olympische Team für die Olympischen Spiele vorzubereiten, und stellte ihr als Olympiatalent eine Arbeitserlaubnis im Rahmen einer Ausnahmeregelung in Aussicht. Als bekannt wurde, dass es sich bei ihr um eine deutsche Jüdin handelte, versagte man ihr jedoch diese Unterstützung. Aufgrund ihrer sportlichen Leistungen, die sie anlässlich diverser Wettkämpfe unter Beweis stellte, qualifizierte sie sich für die Teilnahme an der 2. Makkabiade vom 2. bis zum 7. April 1935. In Palästina startete sie jedoch nicht für das britische oder französische, sondern für das deutsche Team. An dem weltgrößten jüdischen Sportfest nahmen 1.350 Athleten aus 27 Staaten teil. Sie verpasste dreimal nur knapp den Sieg: im Kugelstoßen, Speer- und Diskuswurf errang sie jeweils die Silbermedaille hinter der US-Meisterin und Weltrekordhalterin im Diskuswurf Lillian Copeland.
Auf ihrer Suche nach einem Auskommen verschlug es sie wenig später in die Niederlande, wo man ohne Arbeitserlaubnis legal Geld verdienen konnte. Hier lernte sie Leo Kerz kennen, einen bereits zu dieser Zeit bekannten Bühnenbildner und Beleuchtungsmeister. Er hatte in der Weimarer Republik bei dem Avantgardisten Erwin Piscator sein Handwerk erlernt und sollte nach dem Krieg neben anderen Stationen noch lange Jahre am Broadway tätig sein. In den Niederlanden feierten sie ihre Verlobung. 
Trotz der sich verstärkenden Ausgrenzung der Juden in Deutschland zog es Jacob immer wieder zurück nach Berlin, um an jüdischen Sportfesten teilzunehmen und bei diesen Gelegenheiten Familie und Freunde zu besuchen. Zuletzt startete sie im Juli 1935 auf dem Sportplatz der jüdischen Gemeinde Berlin im Grunewald. Anlässlich dieses Besuches erhielt sie eine polizeiliche Vorladung. Durch ihren Aufenthalt in Großbritannien, ihre Teilnahme an den europäischen Makkabi-Meisterschaften in Prag und der 2. Makkabiade in Tel Aviv war sie mit Henry Mond bekannt geworden, einem einflussreichen Industriellen und Präsidenten des Makkabi-Weltverbandes. Vermutlich im Zusammenhang mit den Boykottbestrebungen im Ausland versuchte man von ihr Informationen darüber zu gewinnen, wie das britische Establishment über die Deutschen und die Olympischen Spiele dachte. Unmittelbar nach dem Verhör fiel für sie der Entschluss, Deutschland zu verlassen. Noch in derselben Nacht fuhr sie ihr Onkel zu einem Bahnhof. Von hier aus flüchtete sie mit dem Zug über Belgien zurück in die Niederlande.

## Exil
Da die Versuche eine dauerhafte Arbeitserlaubnis und damit eine echte Existenzgrundlage zu erlangen in Europa ohne Erfolg blieben, war sie gezwungen, sich nach Alternativen umzusehen. Ihr ältester Cousin befand sich 1933 zu einem Ruderwettkampf in Südafrika. Als er von den Entwicklungen in Deutschland erfuhr, blieb er in Südafrika. Mit seiner Hilfe erhielt Jacob ein dauerhaftes Visum für die Einreise und emigrierte 1936 nach Johannesburg. Dort heiratete sie Leo Kerz, von dem sie sich aber nach drei Jahren Ehe trennte.
Ihren Unterhalt verdiente sie sich mit Massagen. Ihr Training setzte sie fort. 1937 startete sie bei den Südafrikanischen Leichtathletik-Meisterschaften und gewann im Speerwurf. 
Ihrem zweiten Ehemann, Barney Shore, begegnete sie bereits unmittelbar nach der Ankunft in Südafrika im Jahr 1936. Sie heiratete ihn 1940 und verlegte ihren Lebensmittelpunkt nach Kapstadt, wo die beiden Töchter Sandra (* 1942) und Hazel (* 1944) geboren wurden. 
Jacob besuchte mit ihrem Ehemann erst 1952 Deutschland. Das Wohnhaus, in dem sie gelebt hatte, existierte nicht mehr. Von ihrer Familie hatte nur Paulina überlebt, die ihr 1939 nach Südafrika gefolgt war.
Am 13. September 1976 starb Jacob im Alter von 65 Jahren in Kapstadt.  

## Gedenken und Erinnerung
- Aufgrund des Engagements ihrer Tochter Hazel sowie des American Jewish Committees erklärte sich der SCC bereit, mit einer Gedenktafel im Vereinshaus seiner jüdischen Mitglieder zu gedenken.[7]
- Am 7. August 2014 gab der Bezirk Charlottenburg-Wilmersdorf einem bis dahin namenlosen Platz am S-Bahnhof Heerstraße den Namen Martha-Jacob-Platz.[8]